# Vahid Amiri
Pour les articles homonymes, voir Amiri.
Vahid Amiri (persan : وحید امیری), né le 2 avril 1988 à Khorramabad dans la province du Lorestan, est un footballeur international iranien, qui évolue au poste d'ailier au Persépolis FC.

## Biographie

### Carrière en club
Le 21 juillet 2018, il s'engage pour deux saisons avec Trabzonspor, alors que son contrat avec le Persépolis Téhéran venait de se terminer.

### Carrière internationale
Le 30 décembre 2014, il fait partie de la liste des 23 joueurs iraniens sélectionnés pour disputer la coupe d'Asie en Australie. Le 4 janvier 2015, il honore sa première sélection contre l'Irak en amical. La rencontre se solde par une victoire 1-0 des iraniens, grâce à une réalisation de Sardar Azmoun, sur une passe décisive de Vahid Amiri. Durant la coupe d'Asie, il dispute deux rencontres.
Le 4 juin 2018, il fait partie de la liste des 23 joueurs iraniens sélectionnés pour disputer la coupe du monde en Russie. Le 15 juin 2018, il dispute sa première rencontre de coupe du monde contre le Maroc, lors d'une victoire 1-0 des Iraniens.
Le 13 novembre 2022, il est sélectionné par Carlos Queiroz pour participer à la Coupe du monde 2022.

## Statistiques

### Buts internationaux
| 0   | Date         | Lieu                             | Compétition  | Résultat | Adversaire | Détail | Détail         | Détail | Sél. |
| --- | ------------ | -------------------------------- | ------------ | -------- | ---------- | ------ | -------------- | ------ | ---- |
| 1er | 26 mars 2015 | NV Arena, Sankt Pölten, Autriche | Match amical | V 2-0    | Chili      | 50e    | du pied gauche | 2-0    | 4e   |

## Palmarès

### En club
- Avec le Persépolis Téhéran
  - Champion d'Iran en 2017 et 2018
  - Vainqueur de la supercoupe d'Iran en 2017

### Distinctions personnelles
- Nommé dans l'équipe type de la saison 2017